# Pere Barba
Pere Barba (Guimerà s. XVI - Barcelona 1616) (tot i que hom havia afirmat que era italià) fou un bandoler català també conegut per "Barbeta".
El 1611 robava pels camins de la Conca de Barberà i el Camp de Tarragona, i el 1612 ho feia a la Pobla de Lillet ajuntat amb la quadrilla de Trucafort. Però fou el 1613 quan en Barbeta es feu famós després d'aconseguir robar una caravana reial que duia un carregament de monedes, entre les poblacions d'Hostalets i Montmaneu, convencent els vilatans del voltant de participar en el cop. No obstant això, uns 180.000 ducats del botí haurien acabat en mans de personalitats importants de Barcelona. Barbeta va fugir als Estats pontificis, però allí fou atrapat i les autoritats l'extradiren a Barcelona per ser executat el 1616. Poc després, aquell mateix any, es van acabar descobrint unes caixes del botí robat al castell del senyor de Segur Miquel de Calders.